# Grafologia
La grafologia (dal greco γραφή: scrittura λογεῖν: studiare) è una tecnica che presume di dedurre alcune caratteristiche psicologiche di un individuo attraverso l'analisi della sua grafia. La validità e l'attendibilità di questa tecnica non sono mai state validate scientificamente, la sua attendibilità risulta quindi nulla; per questo motivo le analisi grafologiche di personalità non sono ammesse in ambito forense, al contrario della perizia calligrafica, che è invece utilizzabile per validare la paternità della grafia.

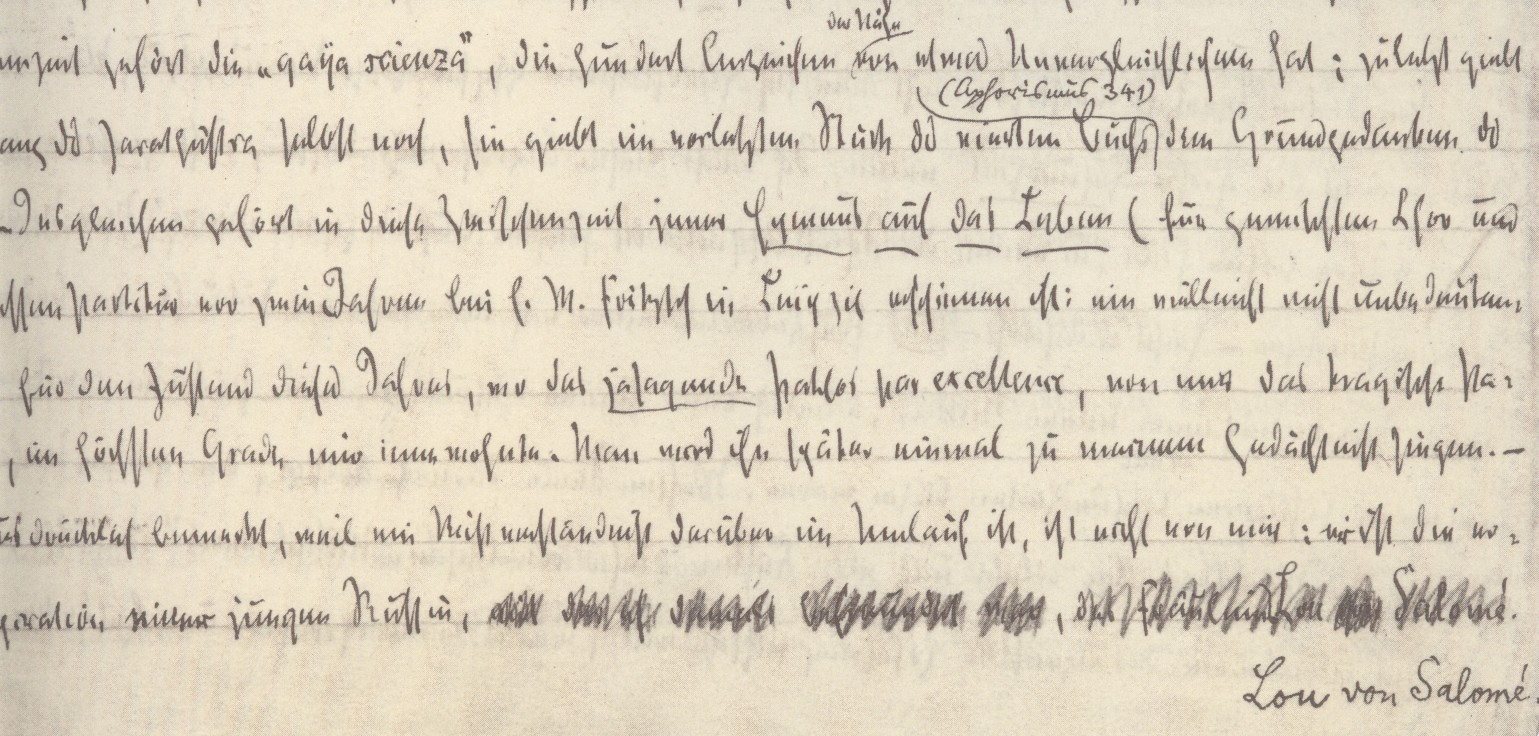
Scrittura a mano

## Caratteristiche
La metodologia d'indagine parte dal presupposto che la scrittura, superate le fasi dell'apprendimento, diventa un processo automatico, risultato delle risposte motorie ai neuroni. Il gesto grafico, quindi, viene interpretato come "gesto espressivo".
Tali risposte comportamentali non possono essere che uniche, come esclusive sono le esperienze emozionali degli individui. Da queste premesse deriverebbe la possibilità di interpretazione della scrittura per la descrizione della personalità umana, un'indagine che nella visione della scuola grafologica morettiana comprende anche l'aspetto somatico, sia dal punto di vista morfologico sia da quello espressivo. L'utilizzo della "grafologia somatica", tuttavia, è piuttosto marginale nelle ricerche e nella pratica attuale.

## Storia della grafologia
Esistono moltissimi approcci allo studio della psicologia della scrittura. Si potrebbe quasi affermare che, almeno fino a pochi decenni fa, ogni studioso di grafologia che ha scritto il proprio manuale sia diventato automaticamente caposcuola di un nuovo approccio metodologico.
Ciò è dovuto in massima parte al fatto che la professione di grafologo non è regolamentata da un albo professionale. Inoltre, pur vantando una storia ormai bicentenaria, la grafologia si è di fatto sviluppata in modo parallelo e spesso antitetico rispetto alle discipline psicologiche, per cui eccettuati alcuni tentativi non si è instaurato il meccanismo di controllo e di validazione che caratterizza le discipline scientifiche. Tale meccanismo prevede la condivisione di un linguaggio comune e l'enunciazione di leggi falsificabili, ovvero che contengano in sé gli strumenti di replicazione, in modo che la comunità scientifica (attraverso la pubblicazione delle ricerche su riviste accreditate) possa convalidare o smentire i risultati raggiunti.
Pur esistendo moltissime scuole grafologiche, di fatto oggi i vari approcci confluiscono in tre principali indirizzi:
- l'indirizzo francese, di Jules Crépieux-Jamin, il cui metodo fu successivamente sviluppato da Jean-Charles Gille-Maisani;
- l'indirizzo italiano, di Girolamo Moretti e di Marco Marchesan;
- l'indirizzo tedesco di Ludwig Klages, attualmente integrato con le intuizioni di W.H. Muller e A. Enskat.

Una menzione va fatta alla Simbologia della scrittura di Max Pulver (1889-1952) che partendo dalle teorie di Klages ne rilegge e ne reinterpreta le categorie segniche.
In questi tre indirizzi confluiscono le teorie e le ricerche di alcuni tra i maggiori protagonisti della disciplina grafologica: va ricordato innanzitutto lo svizzero Max Pulver che ha introdotto l'interpretazione simbolica vettoriale della scrittura; poi la psicologa Ania Teillard, allieva di Jung, che ha introdotto l'interpretazione analitica in grafologia; i neuroscienziati tedeschi Rudolf Pophal, William Thierry Preyer e i russi Aleksandr Romanovič Lurija e Nikolai Alexandrovic Bernstein i cui studi sul movimento e sulla neurofisiologia della motricità grafica hanno gettato le basi per una maggiore comprensione del comportamento grafico; lo scienziato Robert Saudek che ha approfondito sperimentalmente la categoria della velocità e dell'accuratezza.
Girolamo Moretti, il fondatore della scuola grafologica italiana, la definiva scienza sperimentale, perché ne fissò principi e regole attraverso esperimenti e pratica clinica.
La scuola francese è molto anteriore a quella italiana. Il suo fondatore fu l'abate Jean Hippolyte Michon che nel 1872 pubblica "I misteri della Scrittura". Allievo di Michon fu Jules Crépieux-Jamin (1859-1940) il cui testo "ABC della grafologia" riprende il lavoro del maestro riorganizzandolo però in una visione più organica e sistemica.
Le due scuole, ovvero quella francese e quella italiana, differiscono profondamente, soprattutto perché la scuola italiana ha come caposaldo l'univocità della corrispondenza segno-carattere, mentre nell'ambito della scuola francese si ha un approccio prettamente gestaltista (il segno non ha motivo d'essere in quanto unico, ma si rifà al tutto (teoria del campo).
Cesare Lombroso (v. fisiognomica) scrisse un libro sulla grafologia nel 1895 intitolato "Grafologia".
Non a caso, la grafologia, nasce come branca della fisiognomica; a Camillo Baldi
spettò l'onore di essere ricordato come il primo "grafologo" grazie al saggio Trattato come da una lettera missiva si conoscano la natura e la qualità dello scrittore pubblicato nel 1622. Ma dovettero passare molti anni prima che illustri scienziati come Johann Kaspar Lavater nel suo Physiognomische Fragmente 1775 si accorgessero della analogia fra linguaggio, scrittura e modo di camminare. 
La grafologia però è stata per secoli legata, in qualche modo, alla chiromanzia e alla astrologia e infatti ancora Les Mystères de l'écriture dell'abate Michon fu pubblicato con una lunga introduzione iniziale di un chiromante, Desbarrolles.
La grafologia, facendo parte della semiotica, comunque, potrebbe essere stata influenzata dalla scuola stoica, visto che quest'ultima distinse fra segni e significati; inoltre un altro aggancio probante potrebbe essere quello con il misticismo ebraico che comprese il legame fra le lettere e la spiritualità e l'irrazionalità.

## Principi della grafologia
Il gesto grafico è sotto l'influenza del cervello; per cui la sua forma non viene modificata dall'arto scrivente (se questo funziona normalmente ed è sufficientemente allenato), in caso contrario quest'ultimo funziona come un cattivo trasmettitore.
I meccanismi fisiologici che attuano il gesto grafico sono in correlazione con il sistema nervoso centrale e varia in conformità allo stato organico, alle modificazioni momentanee di ciascun sistema nervoso.
Il primo principio è l'analogia fra il carattere e la scrittura; ogni persona ha infatti una propria grafia, che è differente da quella di ogni altro individuo. Esiste pertanto un processo di identificazione fra scrittura e soggetto scrivente che, pur modificandosi nell'arco della vita, rimane costantemente in relazione con il proprio modo di scrivere. Il soggetto sin dai primi anni di scolarizzazione opera delle scelte estetiche sui tipi di grafie con cui entra in contatto, e ciò concorre a formare il tratto di ogni persona, in una sorta di "rispecchiamento" fra grafia e soggetto scrivente.
Il grafologo deve essere a conoscenza dello stato d'animo e le aspettative del soggetto nel momento in cui scrive; cerca di interpretare lo stato d'animo dello scrivente in base al tipo di movimento che sta alla base dell'atto grafico. Studia il tratto: la leggerezza o la pesantezza, la direzione curva o diritta, la nettezza dei bordi e così via.
Il grafologo deve capire lo stato di spontaneità o meno dello scrivente; spesso infatti l'autore tende a mascherarsi imitando un modello o cercando di fornire una certa immagine di sé.
Un altro principio fondamentale è il simbolismo, dato che i soggetti appartenenti ad una certa cultura condividono alcuni simboli fondamentali e la scrittura stessa proietta simboli collettivi o individuali.
Il colore del foglio, del tratto possono essere un simbolo di uno stato d'animo ben preciso.

## Metodi di indagine

### Il metodo di indagine della Scuola francese
La Scuola francese divide la scrittura in sette generi: la pressione, la forma, la dimensione, la continuità, la direzione, la velocità, l'impostazione.
La forma e la dimensione consentono spesso di distinguere lo scritto maschile da quello femminile, così come il livello socio-culturale.
Il grafologo dà inizialmente una valutazione generale dello scritto per stabilire se è regolare o irregolare, poi valuta le proporzioni della scrittura, delle parole, delle lettere, la personalizzazione delle forme, la vitalità del movimento, la pienezza delle forme e del tratto.
- La pressione

Grazie alla pressione, o tratto, il grafologo capisce se la vita affettiva, psichica del soggetto è arida o ricca, sana o difficile. Osserva soprattutto la qualità, la leggerezza, la nettezza dei bordi e la tensione.
- La dimensione

Il grafologo nota la grandezza poiché può essere proporzionata alle aspettative del soggetto, inoltre verifica la dimensione perché è relazionata anche all'autostima, infine controlla l'ineguaglianza della dimensione perché indica instabilità dei sentimenti.
- La forma

Il grafologo indagherà sulla spontaneità della scrittura: lo scrivente può voler affermare i propri valori individuali o può allinearsi a stereotipi generalmente diffusi per uniformarsi a valori convenzionali. L'esperto deve considerare il rapporto fra l'avere e l'essere, l'apparire e il sentire.
- La continuità

Il grafologo valuta le interruzioni nel flusso di scrittura, che possono attestare una maggiore o minore socievolezza, indipendenza, razionalità, intuitività.
- La direzione

L'esperto analizza dove punti la scrittura: se in alto può significare uno stato di entusiasmo, se in basso ne può indicare uno di prostrazione; la scrittura sinistrogira manifesta egoismo, mentre quella destrogira significa partecipazione generosa.
- La velocità

Non è facile stabilire la velocità della scrittura anche se un tracciato stretto, una pressione esagerata, una punteggiatura esatta la rallentano.
- L'impostazione

L'esperto verifica la disposizione della scrittura nel foglio: se la scrittura è chiara e leggibile dimostra una certa sicurezza dello scrivente, altrimenti può significare una sorta di anarchia o di pigrizia.
- Il movimento

Lo specialista vaglia se la personalità è pronta a prendere iniziative personali oppure no, se è dinamica o abitudinaria.
- La firma

Il grafologo controlla se la firma mostra segni di diversità dal resto della scrittura, nel caso affermativo emerge una conflittualità; è importante la posizione della firma, se in alto, al centro, a sinistra e così via; significativa è anche la distanza dal testo.

### Il metodo d'indagine della Scuola italiana
La scuola italiana si approccia all'analisi attraverso tre momenti:
- Giudizio globale

La grafia viene inizialmente valutata nel suo insieme, per coglierne con un colpo d'occhio la struttura. Ci si riferisce qui a categorie generali come l'ordine/disordine, leggibilità/illegibilità, omogenerità/disomogeneità...
- Analisi

L'analisi consiste nella rilevazione dei segni secondo la semiotica grafologica. Una volta rilevati, avviene la quantificazione: il grado di intensità o di presenza percentuale del segno viene misurato in centesimi (scuola marchesaniana) o in decimi (scuola morettiana). Va comunque precisato che questa misurazione non deve essere matematica ma una distinzione tra media, sopra media e sotto media.
Nella scuola morettiana i segni vengono poi classificati come sostanziali, modificanti o accidentali (in riferimento alla loro importanza rispetto alla struttura della personalità) e come fautori, contrari, indifferenti (rispetto alla dinamica intrapsichica).
- Sintesi

Una volta individuati i segni più caratterizzanti (segni sostanziali con il grado maggiore) e compresa la loro dinamica (fautori/contrari), si effettua la combinazione, ovvero l'aggregazione in sindromi dei diversi segni secondo il loro significato psicologico. In termini più testistici, la combinazione rappresenta la convergenza degli indici. Effettuate le combinazioni nelle diverse aree psicologiche (capacità cognitive, funzioni esecutive, gestione degli impulsi, delle emozioni...), si effettua il profilo.

## Differenza tra analisi grafologica e perizia grafica (analisi e comparazione della grafia - grafologia forense)
La grafologia differisce dalla perizia grafica in quanto la grafologia si occupa della personalità del soggetto, mentre la perizia grafica (in ambito forense) è una comparazione scientifica della scrittura allo scopo di accertare la autenticità e la riconducibilità all'autore..
Le perizie grafiche si conducono utilizzando diversi strumenti come il microscopio stereoscopico digitale, la lampada di Wood (U.V.), per evidenziare potenziali cancellature o scolorinature, l'irraggiamento all'infrarosso, per identificare scritture sovrapposte e/o modificate, posticce o rilevare eventuali solchi nel substrato. 
Con la Norma UNI 11822:22 (Criminalisti) anche quella del Grafologo Forense è stata inserita tra le professioni che possono essere certificate (qualità e qualificazione) prevedendo un percorso formativo, un'attività professionale esperienziale, un protocollo scientifico. 

## Inattendibilità
Stando a numerose pubblicazioni e studi, la grafologia non è in grado di determinare in maniera affidabile le caratteristiche personologiche del soggetto. A più riprese i tentativi di validazione della tecnica grafologica hanno dato risultati scarsi o nulli, motivo per il quale a tutt'oggi la grafologia non viene annoverata tra le tecniche psicodiagnostiche e ne viene sconsigliato l'utilizzo nell'ambito della selezione del personale.